# カルト漫画
カルト漫画またはカルトコミックは、一部の愛好者によって支持される漫画作品を指す一種の俗語である。一般に「狭く深い熱烈なファンをもつ作品」と定義されている。これらの作品はアンダーグラウンド・コミックやオルタナティヴ・コミックとの親和性も深い。

## 概要
「カルト漫画」の定義や理由、また特定の作品が「カルト漫画」に当てはまるかどうかについては非常に曖昧で客観的な定義が存在しないため、話者の恣意的な判断によるところが大きい。したがって、その定義は作品によって異なる。
洋泉社による『偏愛!!カルト・コミック100』に掲載されている最も古い“カルト漫画”は平田弘史の貸本漫画『血だるま剣法』（日の丸文庫/1962年7月）とされており、本作は日の丸文庫の貸本誌「魔像」の別冊として1962年7月に刊行されたが、部落解放同盟の抗議を受け、刊行より僅か1ヶ月で回収・廃棄・絶版処分となった。
貸本漫画は掲載誌の影響を受けず、制約が少なかったので、黎明期のカルト漫画が数多く輩出されたが、大手出版社による『週刊少年サンデー』・『週刊少年マガジン』などの週刊漫画雑誌が相次いで創刊されると徐々にシェアを奪われ、1969年末に貸本漫画は事実上の終焉を迎えた。
貸本漫画が終焉を迎えた後、芸術性が高いばかりに一般誌には受け入れられない独自の表現方法を用いる個性派の作家は、自由な作品発表の場を提供した青林堂発行の『月刊漫画ガロ』や一般誌より制約の少ないエロ劇画誌に集約され、一般ではとても掲載不可能な「カルト漫画」が数多く輩出された経緯がある（これらの作品はしばしば「ガロ系」と形容される）。70年代末には漫画マニア向けの新興誌『劇画アリス』『マンガ奇想天外』『コミックアゲイン』『Peke』『JUNE』『漫金超』といったサブカルチャー系の漫画雑誌が相次いで創刊され、青年漫画界を中心に、既存の漫画の枠組みを乗り越えるような「ニューウェーブ」が起こる。紙面は強い個性を持つ既成作家や同人作家を集めて構成された。具体的には、青年誌で活動していた大友克洋、吾妻ひでお、いしかわじゅん、同人誌出身の高野文子、さべあのま、柴門ふみ、少年誌出身の諸星大二郎、星野之宣、高橋葉介、『COM』出身の坂口尚、三流劇画誌出身のひさうちみちお、宮西計三など、彼らは個々の異色さゆえに既成のジャンルを乗り越える作家たちと認知されていた。このようなニューウェーブの動きは、上記の漫画誌の相次ぐ休刊と、新たに創刊された『週刊ヤングマガジン』『ビッグコミックスピリッツ』などの各青年誌に作家が移ったことにより終息していった。
現在でも青林堂の系譜を引き継いだ青林工藝舎の『アックス』やエンターブレインの『コミックビーム』などでは、あえてマーケティング志向を排除した編集方針を採用しており、大手版元では掲載が難しいとされる可能性のある作品を積極的に掲載している。
また、発表当時の評価が芳しくなく、忘れ去られた作品や売れっ子から失速して消えた作家が数十年来で再評価されるケースがあり、これは、大泉実成『消えたマンガ家』（太田出版）やネット掲示板での再評価による影響もある（山川純一の『くそみそテクニック』の復刻などはネット上での再評価が大きい）。近年は青林工藝舎によってガロ系漫画の海外翻訳出版が勧められ、とくに辰巳ヨシヒロの作品群は、「下層労働者の心情を初めて、リアルに描写した漫画家」として、国内よりも海外で高い評価を得るようになり、辰巳は「日本のオルタナティヴコミックの旗手」として、長編アニメーション映画『TATSUMI』が日本でなくヨーロッパで製作・公開されている。また、かつて有害図書として糾弾され社会問題にまで発展した、日本の漫画史上最大の問題作と名高いジョージ秋山の『アシュラ』は、連載終了から実に41年の時を経てアニメーション映画化が成されるなど“カルト”ながらも芸術性が高く「人間の業」を深淵なタッチで描いた作品が国内外で再評価されるケースがある。
ホラー漫画にも数多くの「カルト漫画」が存在しており、1960年代の貸本劇画、1960年代から1980年代にかけて、ひばり書房・立風書房・曙出版などから出版された描き下ろし単行本、1980年代から1990年代にかけて朝日ソノラマの『ハロウィン』・ぶんか社の『ホラーM』などのレディース・少女向けの専門漫画雑誌などに発表されたホラー漫画作品は、アングラ的サブカルチャーとしての性質が強く、その方面での愛好者も存在する。ライターの大西祥平は、ひばり書房や立風書房から出版された描き下ろし単行本を「ギャグにしか見えないホラー」と評価しており、「B級ホラー漫画」といった記事も多く執筆している。なかでも日野日出志の『地獄変』『地獄の子守唄』は漫画史上屈指の読後感が悪いカルト漫画としての評価も高い。

## カルト漫画一覧

### 1950年代
『UTOPIA 最後の世界大戦』（足塚不二雄/鶴書房）
1953年に鶴書房より刊行された藤子不二雄（当時は足塚不二雄名義）の最初で最後の書き下ろし単行本であり、藤子両人による初の単行本である。現存冊数は4部しか確認されておらず、日本で最もプレミアム価値がついた漫画単行本のひとつである。

### 1960年代
竹内寛行版『墓場鬼太郎』（竹内寛行/兎月書房）
1960年、水木しげるは貸本版元・兎月書房から『墓場鬼太郎』シリーズを発表したが、経営難の兎月書房は水木に一銭の原稿料も払えず、憤慨した水木は兎月書房と絶縁し、貸本版元・三洋社（青林堂『ガロ』の前身）から『鬼太郎夜話』を刊行する。兎月書房では『墓場鬼太郎』の続編を竹内寛行に切り換え、中断した『墓場鬼太郎』を4巻から19巻まで書き継がせた。
その後、兎月書房は今までの未払いとなっていた原稿料の清算と、竹内寛行版『墓場鬼太郎』の終了という条件で水木と和解し、『河童の三平』『怪奇一番勝負』『霧の中のジョニー』を刊行するが、その直後の1962年9月に兎月書房は倒産してしまう。水木は原稿料を手形で受け取っていたため、金銭を受け取れなかった。竹内寛行版『墓場鬼太郎』は籠目舎より少数部数での復刻が行われているが、これは出版取次会社が扱わない「自主流通本」であり入手困難である。
『血だるま剣法』（平田弘史/日の丸文庫）
1962年7月に日の丸文庫より刊行された書き下ろし貸本漫画。本作は日の丸文庫の貸本誌「魔像」の別冊として刊行されたが、部落解放同盟の抗議を受け、刊行よりわずか1か月で回収・廃棄・絶版処分となった。作者の平田は後年、本作について「差別のない社会にしなければならないという思いで描いた」と語っており、情熱を注いで作り上げた自作が、全うに批判されることなく抹殺されたことに到底納得できなかったことを述べている。
廃刊以降は目にかかれずに伝説化したが、2004年に呉智英監修のもと、山松ゆうきちの所持していた赤本をもとに青林工藝舎より42年ぶりに復刊された。なお、2005年に山松ゆうきちがインドにおいて、ヒンディー語版『血だるま剣法』を出版。その顛末は山松の著作『インドへ馬鹿がやって来た』に詳しい。
『怪談人間時計』（徳南晴一郎/曙出版）
1962年8月に曙出版より刊行された書き下ろし貸本漫画。発表当時はまったく人気が出ず絶版となり、徳南は直後に漫画家を廃業した。しかし、あまりにシュールな作風が「読むドラッグ」と後年評価され、“早すぎたねじ式”としてマニアの間では10万円以上の値段で取引され、現在に至るまで熱狂的なファンが存在する。少数部数の復刻がインディーズで幾度も行われていたが、1996年に太田出版より正式に復刊され、日の目を見た。
『ねじ式』（つげ義春/青林堂『月刊漫画ガロ』）
つげ義春により1968年『月刊漫画ガロ』6月増刊号「つげ義春特集」に発表された漫画作品。短編の多いつげ義春の作品の中でも特に有名で、日本漫画だけにとどまらず、多くの分野に多大な影響を与え、多くの漫画家によってパロディ化された。
発表当時、そのシュールな作風と常軌を逸した展開から漫画界以外でも大いに話題となり、フロイト流の精神分析による評論まで試みられたが、つげ自身は全く当たっていないと一蹴している。
『寺島町奇譚』（滝田ゆう/青林堂『月刊漫画ガロ』）
旧東京市向島区寺島町に存在した私娼街の人々をユーモアとペーソスを交えて描いた滝田ゆうの自伝的漫画。物語は1945年3月10日の東京大空襲で玉の井が焼け野原となるところで終わる。
『バカ式』（長谷邦夫/虫プロ商事『COM』ほか）
つげ義春の『ねじ式』と赤塚不二夫の『天才バカボン』の混合に代表される一連の混合パロディ漫画。日本漫画におけるパロディの先駆的作品とされる。長谷は有名無名の同時代の漫画、文学・芸術作品を徹底的な引用（長谷は、引用を敢えて「盗作」「盗用」と表現）により類例のないパロディ漫画を発表した。長谷により発表されたパロディ漫画の原稿量は1000頁を越している。長谷による一連のパロディ漫画は、当時流行っていた漫画評論におけるギャグ漫画軽視や過剰解釈に対する強烈なメッセージであった。曙出版よりフジオプロ作品集の1つとして単行本化されるも長期にわたり絶版であったが、水声社より『パロディ漫画大全』として2002年に復刊された。
『狂人軍』（藤子不二雄Ⓐ/秋田書店『少年チャンピオン』）
『少年チャンピオン』1969年9月3日号から1970年3月18日号まで連載。登場人物全員きちがいであるという精神疾患を主題にした過激な内容の不条理系ギャグ漫画であることに加え、実在の人物（主に野球選手）や読売ジャイアンツに対する侮辱と取られかねない設定を含むため、現在も単行本化はされていない。

### 1970年代
『赤色エレジー』（林静一/青林堂『月刊漫画ガロ』）
『ガロ』に1970年1月号から1971年1月号まで連載された劇画。貧乏アニメーターの一郎と幸子の同棲生活とその終焉の物語。学生運動の収束と同時期に描かれ、時代の喪失感とも呼応して大きな反響を呼んだ林の代表作。
『トイレット博士』（とりいかずよし/講談社『週刊少年ジャンプ』）
先駆的スカトロジー漫画。とりいは「赤塚先生はお金のタブーを破った。永井豪は性のタブーを破ったので、僕に残されたものはうンこのタブーだと考えた」とも語っている。
『アシュラ』（ジョージ秋山/講談社『週刊少年マガジン』）
カニバリズムなどの過激な残酷描写が問題視され、神奈川県では第1話を掲載した『週刊少年マガジン』が有害図書指定され、未成年への販売を禁止。各自治体もそれに追随し社会問題に発展したジョージ秋山最大の問題作。
『クルパーでんぱのまき』（藤子・F・不二雄/小学館『小学一年生』1970年11月号）
ガチャ子の秘密兵器「クルパーでんぱ」による電波によって、みんながきちがいになるという凄まじい内容から長年存在そのものを「なかったこと」にされていた『ドラえもん』のエピソードのひとつ。この回を最後にガチャ子の存在も「なかったこと」にされた。1973年に放映された『日本テレビ版ドラえもん』第1話の原作エピソードとして、日本テレビ動画によって最初で最後の映像化が行われたこともあるが、これも現在に至るまで「なかったこと」にされている。
『わが分裂の花咲ける時』（藤子不二雄Ⓐ/虫プロ商事『COM』）
藤子不二雄Aのブラックユーモア短編の1作。『COM』（虫プロ商事）1971年2月号に掲載。物語らしい物語はほとんどなく、精神病質的な妄想描写が作品の主幹を成している。こうした描写が原因となってか、初出以来単行本などには一切収録されていない。
『レッツラゴン』（赤塚不二夫/小学館『週刊少年サンデー』）
『週刊少年サンデー』に1971年37号から1974年29号にかけて連載。連載当初は独立独歩の父子家庭を描いた異色作。その後、ベラマッチャ、ネコのイラ公、トーフ屋のゲンちゃんなどのサブキャラクターが登場し、スラップスティックかつシュールナンセンスを通り越してアナーキーなギャグを展開する作品となった。赤塚自身が自著で最も好きな作品であり「オレが最後に描いた本当のナンセンス漫画なんだよ。」と語っている。単行本は曙出版より全12巻で刊行されるが絶版。長らく入手困難であったが、復刊ドットコムより2013年から復刊された。
『猟奇王』シリーズ（川崎ゆきお/青林堂『月刊漫画ガロ』）
30年以上に渡り描き続かれている川崎ゆきおの代表作。帝都大阪の一角にある秘密のアジトで“走りたいのに走れない”日々を悶々と送る中年男性の猟奇王が主人公。猟奇王は“ロマン”を求めているのだが、それはすでに失われてしまったことを嘆く。しかし、なにかの拍子で走り出すと、夜の街にサイレンがとどろき半鐘が鳴る。すると、それまで走る機会を求めていた人達が猟奇王を追いかけ走り出し、街は暴動状態に陥る......。かつて青林堂より『悪いやつほどよく走る』として単行本化されたが絶版。
『ドッキリ仮面』（日大健児+神保史郎/少年画報社『少年キング』）
『ハレンチ学園』によるお色気漫画ブームに追従する形で誕生した作品。全15巻で曙出版より刊行されるが絶版。現在まで復刻されず、当時の単行本もかなり稀少であり入手困難。
『オモライくん』（永井豪/講談社『週刊少年マガジン』）
1972年作品。乞食を主題にしたペーソスを含む過激な内容のギャグ漫画。長らく絶版であったが実業之日本社より『オモライくん 完全版』として復刊されている。
『不条理日記』（吾妻ひでお/アリス出版『劇画アリス』ほか）
1978年から断続的に発表され、現在までに8話分が描かれている。SFや漫画のパロディなどの短い不条理ギャグを日記のように並べた作品で不条理ギャグ漫画のルーツとされる。なお、2014年に発表された吾妻による『カオスノート』は『不条理日記』とほとんど同じコンセプトで描かれている。

### 1980年代
『ペンギンごはん』（糸井重里+湯村輝彦/青林堂『月刊漫画ガロ』）
コピーライターの糸井重里が原作を、デザイナーの湯村輝彦が作画を担当した不条理ギャグ漫画。可愛らしいペンギンが登場するが、ストーリーは陰惨というパンクな内容であった。この作品はヘタウマ漫画の金字塔となり、渡辺和博、蛭子能収、根本敬、みうらじゅん、しりあがり寿らに多大な影響を与えた。1980年には青林堂より『情熱のペンギンごはん』として単行本が刊行され、80年代に起きたヘタウマブームの先駆的作品となった。
『地獄に堕ちた教師ども』（蛭子能収/青林堂刊）
1982年に刊行された蛭子能収による暴力と狂気に満ちた初の作品集。サラリーマンは地獄に堕ち、無能な教師は狂気に蝕まれ、無垢な少女は人柱にされる。善良な市民が今日も一人行き着く先は無間地獄...。
『ぬいぐるみ殺人事件』（復刊ドットコム刊）
1984年から1986年までミニコミ誌「漫画の手帖」に連載されたリレー形式の作品。あえてプロットは設けず基本的に内容は作家まかせ、という計2年半におよぶ異色の連載。連載終了後に漫画の手帖事務局から「漫画の手帖」の別冊として単行本が自費出版されたが、すぐ完売し幻と化した。執筆陣は多岐に渡り、新井素子、ふくやまけいこ、とり・みき、吾妻ひでお、伊東愛子、中山星香、高橋葉介、かがみあきら、早坂未紀、いづぶちゆたか、水縞とおる、ゆうきまさみ、魔夜峰央、沢田翔、粉味、豊島U作、火浦功、愛田真夕美、しりあがり寿が執筆した。
『少女椿』（丸尾末広/青林堂『月刊漫画ガロ』）
浪花清雲作の街頭紙芝居「少女椿」に脚色を加え1984年に『ガロ』誌上で連載された劇画。両親を失った薄幸の少女「みどりちゃん」が不気味な見世物小屋で働かされる奇妙なストーリーとなっており、作者ならではのエログロ・怪奇性を押し出した作風で終始、暗い雰囲気が漂い、結末も非常に後味の悪いものになっている。連載終了後もアンダーグラウンドでのアニメ化や舞台化が行われるなど根強い人気があり、サブカルチャーに与えた影響は大きく名実ともに丸尾末広の代表作となっている。かつて青林堂より単行本化されたが、現在も入手出来るのは青林工藝舎による改訂版のみである。
『四丁目の夕日』（山野一/青林堂『月刊漫画ガロ』）
1985年から1986年まで『ガロ』に連載された山野一の初期の代表作。大学受験を目指し勉学に励む主人公の別所たけし、そんな彼の人生は母の事故から始まる連鎖反応的な不幸により無間地獄へと墜ちていく……。工場労働者の悲惨な環境と人間の負の部分を嫌というほどに見せつける描写は圧巻。現在も扶桑社より文庫本が刊行されており、絶版の多い山野作品としては比較的入手しやすい作品である。
『くそみそテクニック』（山川純一/第二書房『薔薇族』）
1987年『薔薇族』増刊号に掲載。とある男子予備校生の「初めてのハッテン場体験」をテーマにした16頁の読切作品である。作中の台詞「ウホッ! いい男…」「やらないか」などの台詞が「ヤマジュン語」として、ネットユーザーなどの間でブームとなった。

## 参考書籍
- 『偏愛!!カルト・コミック100』（2012年9月、洋泉社、ISBN 978-4-86248-988-3）

## 関連雑誌
- 青林堂『月刊漫画ガロ』（1964年創刊～2002年休刊）
- 青林工藝舎『アックス』（1998年創刊～）
- 虫プロ商事 『COM』（1967年創刊～1973年休刊）
- エンターブレイン 『コミックビーム』（1995年創刊～）
- 太田出版『マンガ・エロティクス・エフ』（2001年創刊～2014年休刊）
- 北冬書房『幻燈』（1998年創刊～）
- 小学館『月刊IKKI』（2003年創刊～2014年休刊）
- 幻堂出版『何の雑誌』（2000年創刊～）